# Squalius aradensis
Squalius aradensis ou escalo-do-Arade é uma espécie de peixe actinopterígeo da família Cyprinidae.
Apenas pode ser encontrada nas bacias hidrográficas do rio Arade e das ribeiras de Quarteira, de Seixe, de Aljezur e de Alvor. É no rio Arade que se encontra o maior núcleo populacional. A sua área de ocorrência é extremamente reduzida (cerca de 15 quilômetros quadrados).
Os seus habitats naturais são rios e rios intermitentes, preferencialmente com velocidade de corrente moderada.
Calcula-se que a sua população seja superior a 10 000.
Está ameaçada por perda de habitat, degradação da água, construção de barragens e introdução de espécies não-índigenas como a carpa-comum e o achigã.